# Donja Jurkovica
Donja Jurkovica är ett samhälle i Bosnien och Hercegovina.   Det ligger i entiteten Republika Srpska, i den nordvästra delen av landet, 160 km nordväst om huvudstaden Sarajevo. Donja Jurkovica ligger 174 meter över havet och antalet invånare är 155.
Terrängen runt Donja Jurkovica är platt åt nordost, men åt sydväst är den kuperad.Närmaste större samhälle är Bosanska Gradiška, 16,5 km norr om Donja Jurkovica. 
Omgivningarna runt Donja Jurkovica är en mosaik av jordbruksmark och naturlig växtlighet. Runt Donja Jurkovica är det ganska tätbefolkat, med 67 invånare per kvadratkilometer.